# Hilaritas
Hilaritas (łac. hĭlăritās – pogoda ducha, wesołość) – rzymskie uosobienie beztroskiej pogodności i wesołości.
W wierzeniach religijnych Rzymian należała do grupy popularnych personifikacji ludzkich uczuć takich jak Patientia, Laetitia, Clementia.
Na rewersach monet rzymskich przedstawiana jako stojąca postać kobieca (matrona) z długą gałęzią palmową i rogiem obfitości lub z długim berłem (niekiedy ze sterem bądź kotwicą), nierzadko z dziećmi u stóp. Na numizmatach pojawia się od czasów Hadriana, wraz z legendami Hilaritas Augusti lub Hilaritas Augg[ustorum] (u Tetrykusa I), a u cesarzowych – Hilaritas Augustae (Faustyna Młodsza, Lucylla, Julia Domna); rzadko Hilaritas Temporum (Didia Klara) albo Hilaritas Populi Romani.
Święto o nazwie Hilaria („dzień wesela”), obchodzone w kulturze grecko-rzymskiej w dzień po wiosennym zrównaniu dnia z nocą (25 marca), nie miało z nią nic wspólnego, będąc uroczystością ku czci małoazjatyckiej bogini Kybele.